# Гори, ведьма, гори!

Гори, ведьма, гори! (англ. Burn, Witch, Burn!) — роман американского писателя Абрахама Меррита, вышедший в 1932. Опубликован в журнале Argosy. В русском переводе — Дьявольские куклы мадам Мэндилип. В 1936 по мотивам романа был снят фильм Дьявольская кукла, а в 1961 году был поставлен мексиканский фильм "Дьявольские люди-куклы".
В России был снят первый фотофильм «Дьявольские куклы мадам Мэндилип» (1991 г.). В главных ролях снимались Вячеслав Невинный (Мадам Мэндилип), Владимир Зельдин (Лоуэлл), Екатерина Пясецкая (продавщица в лавке кукол Мадам Мэндилип).
К доктору Лоуэллу, врачу одной из Нью-Йоркских психиатрических больниц, обращается его старый знакомый Джулиан Рикори — глава мафиозного синдиката, который привез своего парализованного помощника Гарри Питерса. В кабинете у доктора больной умирает в жутких конвульсиях, разразившись перед смертью нечеловеческим смехом. Его лицо застыло в ужасной гримасе ненависти и страха. Причина смерти осталась невыясненной и доктор Лоуэлл со своим помощником Бэззилом начинают разбираться с этим делом. Во время исследований умирает сиделка Уолтерс, одна из лучших медсестёр и возлюбленная Бэззила — так же, как и Гарри, но перед смертью успевает показать красное пятно на лодыжке. Позже находят дневник сестры Уолтерс, в котором написано о некой странной продавщице кукол мадам Мэндилип…